# Der Fagottist
Der Fagottist, oder: Die Zauberzither (später auch Kaspar, der Fagottist) ist ein Singspiel in drei Aufzügen, das am 8. Juni 1791 auf dem Leopoldstädter Theater in Wien uraufgeführt wurde. Das Libretto stammt von Joachim Perinet, die Musik von Wenzel Müller, dem damaligen Kapellmeister dieses Theaters. Vorlage war das von Christoph Martin Wieland in der Sammlung Dschinnistan veröffentlichte Märchen Lulu oder Die Zauberflöte von August Jacob Liebeskind.

## Inhalt

### Zusammenfassung
In einem „Niemandsland“ wurde die Tochter einer mächtigen Fee von einem bösen Zauberer entführt und muss gerettet werden. Ein Jüngling bekommt diesen Auftrag, gemeinsam mit seinem Begleiter Kaspar macht er sich auf den Weg und muss mit Geschick allerlei Gefahren bestehen. Außerdem stehen ihm Talismane zur Seite, am wichtigsten die Zauberzither und Kaspars Fagott. Letzten Endes werden die bösen Kräfte besiegt, der Jüngling heiratet die Jungfrau und auch Kaspar bekommt eine Frau. Alle sind glücklich und froh und die Fee hat ihre alte Macht wieder.

### Erster Aufzug
Armidoro, der Prinz von Eldorado, und Kaspar Bita, sein Begleiter, sind mit ihrem Gefolge auf der Jagd. Als Armidoro ein Reh mit goldenem Halsband erlegt, taucht Perifirime, die strahlende Fee, auf. Ihr wurde vor Jahren ihr vergoldeter Feuerstahl mit geisterspuckender Funktion von dem Zauberer Bosphoro entwendet, da sie sich aufgrund ihrer machtvollen Position zu sehr in Sicherheit wähnte. Nur ein Jüngling, der noch nie geliebt hat, kann es ihr zurückbringen. So erteilt sie dem Prinzen diesen Auftrag und Kaspar die Erlaubnis, ihn zu begleiten.
Der böse Zauberer hält einige Jungfrauen gefangen. Eine von ihnen, Sidi, ist die Tochter der Fee. Damit Bosphoro keinen Verdacht schöpft, gibt Perifirime Armidoro einen Zauberring mit. Dieser kann ihm jede erwünschte äußere Erscheinung verleihen. Außerdem bekommt er eine Zauberzither, welche die Kraft hat, durch ihr Spiel die Herzen zu lenken und Leidenschaften zu entfachen oder zu stillen. Bei dem Palast des Zauberers angekommen, nimmt Armidoro die Gestalt eines alten Mannes an und spielt auf der Zither. Dem Zauberer erzählt er, dass er mit seinem Spiel unwillige Mädchen zähmen kann. Daraufhin lässt Bosphoro ihn eintreten, denn die gefangen gehaltenen Jungfrauen entwickeln sich nicht nach seiner Zufriedenheit. Kaspar jedoch wird nicht eingelassen und wendet sich verzweifelt an die Fee. Diese erinnert ihn an ein Zauberwort („Pizichi“) und als Kaspar es ruft, erscheint ein kleiner Genius. Dieser überreicht ihm ein großes Fagott und rät ihm zu blasen. Der Frauenwächter Zumio ist ganz verzückt und auch Bosphoro gewährt Kaspar nun Eintritt zu seinem Palast. Kaspar ist überzeugt, mit dem Fagott die Mädchen wirklich zu verzaubern.

### Zweiter Aufzug
Armidoro und Kaspar werden in die Spinnereistube der Mädchen geführt. Der Prinz verliebt sich auf der Stelle in Sidi und Kaspar in Palmire, Sidis Vertraute. Als der Prinz und sein Begleiter anfangen, ihre Instrumente zu spielen, werden alle, auch der Zauberer und der Frauenwächter, wie in Trance versetzt, tanzen und küssen sich. Wenn Bosphoro und Zumio weg sind, zeigt Armidoro seine wirkliche Gestalt und nun verliebt sich Sidi auch in ihn. Vor den Bösewichten tun die Mädchen, als würden sie sie lieben. Doch Zauberer und Zumio schöpfen Verdacht und planen, Armidoro und Kaspar auf einem Bootsausflug mit Hilfe von bösen Geistern zu ertränken. Perifirime warnt den Jüngling, gibt ihm eine Zauberkugel und Kaspar ein magisches Haar. So können sie sich und ihre Geliebten retten, während Bosphoro auf mit dem zerstörten Boot an Land getrieben wird und Zumio ins Wasser stürzt.

### Dritter Aufzug
Bosphoro und Zumio überleben und wollen sich nun rächen. So planen sie, Armidoro und Kaspar beim Essen zu vergiften. Doch Palmire belauscht den Plan und warnt die beiden Guten. Der kleine Genius Pizichi erscheint und erklärt ihnen, wie sie sich beschützen können mit ihren Talismanen. Beim Mahl fliegt fast noch alles auf, doch  Armidoro und Kaspar schaffen es, mit Zauberzither und -fagott alle in einen tiefen Schlaf zu versetzen. So können sie dann Bosphoro auch den Feuerstahl wieder abnehmen und ihre Mädchen retten. Aber die Bösewichte wachen wieder auf und wollen ihren Feinden noch den vergifteten Trunk verabreichen. Da erscheint die Fee Perifirime und verdammt den Zauberer und den Frauenwächter für Jahrhunderte unter die Erde. Am Schluss  kehren die Glücklichen zurück in ihr Reich, Armidoro und Sidi werden König und Königin und Kaspar bekommt Palmire zur Frau.

## Werkgeschichte
Das Libretto des Singspiels verfasste Joachim Perinet, der Librettist des Leopoldstädter Theaters nach dem Märchen Lulu oder Die Zauberflöte von August Jacob Liebeskind, das dessen Schwiegervater Christoph Martin Wieland in seiner Sammlung Dschinnistan veröffentlichte. Perinet verschmolz diese Handlung mit dem volkstümlichen Kasperle-Theater. Der Kaspar ist die eigentliche Hauptfigur des Stücks. Diese Rolle wurde für den damals beliebtesten Wiener Kasperledarsteller Johann La Roche konzipiert. Die Uraufführung am 8. Juni 1791 dirigierte der Komponist Wenzel Müller selbst.
Das Singspiel war sehr erfolgreich und erlebte 125 Vorstellungen bis 1819. In den folgenden Jahren wurde es meist unter dem Titel Kaspar, der Fagottist gespielt, den auch das Autograph trägt. Schon 1792 präsentierten die Autoren einen zweiten Teil mit dem Titel Pizzicchi, der bis 1895 immerhin 48 Mal aufgeführt wurde. In München wurde 1795 eine von einem anonymen Autor überarbeitete Fassung als große Zauberoper mit dem Titel Die Zauberzither aufgeführt, die 1805 auch in Frankfurt gespielt wurde. Sie enthielt zwölf zusätzliche Arien deutscher und italienischer Komponisten.
Die Wiener Kammeroper zeigte das Werk 1970. Die Oper Köln präsentierte 2005 in Koproduktion mit der Hochschule für Musik und Tanz Köln und dem WDR eine Bearbeitung von Christoph Schwandt.

## Gestaltung

### Orchester
Die Orchesterbesetzung umfasst die folgenden Instrumente:
- Holzbläser: zwei Flöten, zwei Oboen, zwei Klarinetten, zwei Fagotte
- Blechbläser: zwei Hörner, zwei Trompeten
- Pauken
- Cembalo
- Streicher

### Hintergründe
Das Stück ist eine für Perinet typische „Kasperliade“ in der Form eines Singspiels. Es gehört zu dem Typus der Wiener Kasperl- und Zauberoper, die in der zweiten Hälfte des 18. Jahrhunderts als nichthöfisches Pendant zur Barockoper aufkam. Die Zauberposse beschäftigt sich mit dem Hauptmotiv des Kampfes zwischen Gut und Böse, wie auch schon bekannt aus den Contes des Fées der französischen Märchenschriftstellerin Marie-Catherine d’Aulnoy und Wielands Dschinnistan. In Der Fagottist wird dieser Kampf von der guten Fee und dem bösen Zauberer ausgeführt. Die typische Märchenstruktur wird allerdings um die Kasparhandlung und die Motive der Kasperlekomik erweitert. Auch die Form der Maschinenkomödie ist neuer. Perinet setzt auf hohen Aufwand an der Bühnentechnik und bei den Requisiten, es kommt zu Verwandlungen auf offener Szene und spektakulären zauberhaften Auseinandersetzungen. Als Hauptmotive können die Zauber-Instrumente angesehen werden.
Der Fagottist erinnert stark an die nur wenige Monate später mit der Musik Mozarts uraufgeführte Zauberflöte von Emanuel Schikaneder. Beide Werke verwenden Motive aus August Jacob Liebeskinds Erzählung Lulu oder die Zauberflöte. Da Schikaneders Text zum Zeitpunkt der Uraufführung des Fagottisten erst bis zum ersten Finale fertiggestellt war und er den Verdacht eines Plagiats vermeiden wollte, nahm er kurzfristige Änderungen vor. Vermutlich ist der Bruch in der Wertung der Charaktere Sarastros und der Königin der Nacht im zweiten Aufzug der Zauberflöte darauf zurückzuführen.

### Die komische Figur des Kaspar
Kaspar hat mit dem früheren infantilen Kasperle oder Hanswurst, wie er beispielsweise von Stranitzky bekannt ist, nicht mehr so viel gemein. Zwar weist er teilweise noch typische Kasperleeigenschaften auf, doch darüber hinaus kann er Allüren annehmen, die gar nicht seinem Stand entsprechen. Schon dass auf das Diminutiv verzichtet wird, zeigt die gewichtigere Rolle des Kaspar. Auch den Familiennamen „Larifari“ ersetzt Perinet durch „Bita“. Der Spaßmacher ist in fast allen Szenen aktiv dabei. Er ist nach wie vor verfressen, faul und interessiert an Frauen. Doch dabei ist er nicht mehr so derb und unflätig von der Wortwahl her. Die Sprachkomik ist aber ein bedeutender Faktor in seinem humoristischen Aufbau und hilft ihm gleichzeitig, das sonst für Kasperle typische ängstliche Verhalten abzustreifen. Kaspar ist zwar nach wie vor in der Dienerposition, tritt dabei aber selbstbewusst und schlagfertig auf. Die gesamte eingebaute Kasparhandlung verweist auf Perinets ironisches Verhältnis zum Zauberwesen.

## Aufnahmen
- 2005 – Helmuth Froschauer (Dirigent), Christian Schuller (Inszenierung), Orchester des WDR Köln, Pro Musica Chor der Staatlichen Hochschule für Musik Köln.
 Giovanni Araujo (Armidoro), Timm de Jong (Kaspar Bita), Raphael Schwarzer (Bosphoro), Katharina Leyhe (Perifirime), Myung-Hee Hyun (Sidi), Samantha Rubenhold (Palmire), Iryna Vakula (Azili), Manuela Trellakis (Idilis), Christine Uhl (Bisi), Nik Kevin Koch (Zumio), Hoshimi Ryo (Fagott).
 Live aus Köln; Dialogbearbeitung von Christoph Schwandt.[5]